# Göncruszka
Göncruszka este un sat în districtul Gönc, județul Borsod-Abaúj-Zemplén, Ungaria, având o populație de 686 de locuitori (2011). 

## Demografie
Componența etnică a satului Göncruszka
     Maghiari (85,25%)
     Romi (11,98%)
     Slovaci (1,69%)
     Necunoscut (1,08%)
     Alții (1,08%)
Componența confesională a satului Göncruszka
     Romano-catolici (53,94%)
     Reformați (16,76%)
     Fără religie (1,6%)
     Necunoscută (26,53%)
     Alte religii (2,33%)
Conform recensământului din 2011, satul Göncruszka avea 686 de locuitori. Din punct de vedere etnic, majoritatea locuitorilor (85,25%) erau maghiari, existând și minorități de romi (11,98%) și slovaci (1,69%). Apartenența etnică nu este cunoscută în cazul a 1,08% din locuitori.  Din punct de vedere confesional, majoritatea locuitorilor (53,94%) erau romano-catolici, existând și minorități de reformați (16,76%) și persoane fără religie (1,6%). Pentru 26,53% din locuitori nu este cunoscută apartenența confesională.